# 安藤俊雄
安藤 俊雄（あんどう としお、1909年10月12日 - 1973年12月26日）は、天台宗の仏教学者。大谷大学学長。

## 経歴
1909年、愛知県田原町（現：田原市）生まれ。1933年九州帝国大学法文学部哲学科を卒業。1936年京都帝国大学大学院修了。宗教哲学を専攻した。同年、大谷大学専門部嘱託教授、1937年より真宗専門学校教授（1950年の校名変更に伴い同朋大学教授）、1953年大谷大学専任講師、京都大学講師。1955年に「天台実相論の研究、一念三千論の展開」を九州大学に提出して文学博士号を取得。1956年に大谷大学教授となり、1970年からは学長を務めた。

## 著書
- 『天台性具思想論』法蔵館 1953年
- 『天台思想史』法蔵館 1959年
- 『仏陀のおしえ 仏教入門講座』法藏館 1963年
- 『天台学 根本思想とその展開』平楽寺書店 1968年
- 『天台学論集 止観と浄土』安藤俊雄先生遺稿集刊行会編 平楽寺書店 1975年

### 校注
- 『日本思想大系 4 最澄』薗田香融共校注 岩波書店 1974
  - 『原典日本仏教の思想 2 最澄』薗田香融共校注 岩波書店 1991

## 論文
- CiNii（同名異人あり）

## 注
1. 1 2 3 4 5 6 7 8 9 10 11  横超慧日,福島光哉「安藤俊雄先生を偲ぶ〔含 略歴・主要著書〕」『大谷学報』第54巻第1号、大谷学会、1974年6月、52-57頁。
2. 1 2 3 4  20世紀日本人名事典「安藤俊雄」